# Lepus capensis mediterraneus
La lepre sarda (Lepus capensis mediterraneus, Wagner 1841) è un mammifero lagomorfo appartenente alla famiglia dei Leporidi. La sottospecie, diffusa in Sardegna e in alcune isole minori (Asinara, La Maddalena, Isola di Sant'Antioco, Isola di San Pietro), fa parte di una specie che copre un vasto areale che si estende dal Sudafrica alle regioni centrali e meridionali dell'Asia.

## Descrizione
La lepre sarda ha un corpo lungo 40-50 cm e un peso vivo di 1,5-2,5 kg con piedi posteriori lunghi e robusti. Il capo è allungato, con orecchie grandi, nere all'estremità, occhi grandi e sporgenti. La pelliccia è fulvo-brunastra con tonalità nere sul dorso e biancastre sulle parti ventrali. La coda è bianca nella parte ventrale, nerastra in quella dorsale.

## Riproduzione
La femmina di lepre sarda ha in media 1-2 parti l'anno (fino a 3-4 in condizioni ambientali favorevoli), con figliate di 2-4 piccoli. La gravidanza dura 42 giorni e le nascite si concentrano a fine primavera, protraendosi fino all'inizio dell'autunno. Gli accoppiamenti si hanno dall'autunno alla primavera successiva.
I piccoli sono allattati per circa 3 settimane e sono autonomi a un mese di età. La maturità sessuale è raggiunta in 8-10 mesi.

## Etologia
Specie solitaria, elusiva e di abitudini notturne, di giorno si nasconde fra la vegetazione. È un veloce corridore e corre spiccando lunghi salti. Si nutre esclusivamente di vegetali con una dieta molto varia, secondo le condizioni ambientali, anche se predilige le parti verdi e ricche d'acqua.

## Distribuzione e habitat
Pur con densità differenti, la lepre sarda è diffusa in tutta l'isola, dalle zone costiere a quelle montane, con una maggiore concentrazione nelle aree di collina; è inoltre presente nelle principali isole minori. In genere vive in ambienti ricoperti dalla macchia mediterranea non fitta, ma può trovarsi anche in pascoli, incolti, aree agricole, stagni costieri.
Rispetto alla lepre europea, ha una minore densità di popolazione e nelle migliori condizioni (in aree protette) si possono trovare 20-25 esemplari per kilometro quadrato nel periodo autunnale, tuttavia nelle aree aperte alla caccia la densità si abbassa drasticamente.

## Origini e tassonomia
Si ritiene che la lepre sarda derivi da popolazioni di Lepus capensis introdotte dal Nordafrica. Incerta e controversa è l'epoca a cui risale la sua introduzione: alcune fonti parlano di epoche storiche, secondo altre l'origine risale al Neolitico.
La collocazione sistematica è incerta. La marcata variabilità genetica fra le popolazioni di Lepus capensis inducono alcuni autori a proporre una revisione interna con l'elevazione al rango di specie di alcune sottospecie, fra cui la stessa lepre sarda.

## Fattori di minaccia
In natura la lepre sarda è controllata da malattie infettive e da alcuni predatori. Il predatore più attivo è la volpe sarda, ma altri nemici naturali sono il gatto selvatico sardo, la donnola, l'aquila reale.
I più importanti fattori di minaccia sono tuttavia di origine antropica: la caccia, il bracconaggio, l'agricoltura, la frammentazione degli ambienti naturali, gli incendi, il randagismo sono nel complesso responsabili di forti riduzioni della densità di popolazione nelle aree non protette.
Lo status di protezione è definito dalla Legge n. 503 del 1981 Allegato III (che recepisce la Convenzione di Berna) e dalla Legge regionale n. 23 del 1998. Pur essendo considerata specie rara a livello nazionale ed europeo, non gode di particolari forme di tutela e ne è ammessa la caccia.